# Flugplatz Kilkenny

i7
i11
i13
Der Flugplatz Kilkenny (englisch Kilkenny Airport, irisch Aerphort Chill Chainnigh; IATA-Code: KKY, ICAO-Code: EIKK) ist ein etwa 2,8 km westlich von Kilkenny, Irland liegender Flugplatz. Er wurde 1963 von John Hehir, Martin Mulhall, Patrick Nolan und Edward Stallard gegründet. Alle Gründungsmitglieder waren aktive Piloten und Bewohner von Kilkenny.
Der Flugplatz wurde am 30. April 1965 erstmals vom „Department of Transport and Power“ lizenziert und konnte die Lizenz seither jedes Jahr verlängern. Aktueller Lizenzinhaber ist die Irish Skydiving Club Limited. Ursprünglich bestand der Flugplatz aus zwei Graspisten, 1976 wurde eine der beiden Pisten geschlossen und die andere auf 930 Meter verlängert. Sie ist die längste privat lizenzierte Start- und Landebahn in Irland.
Am Flugplatzgelände befindet sich ein Fallschirmsprung-Verein und ein Fliegerklub. Am Flugplatz Kilkenny findet außerdem seit 25 Jahren die „Kinair Air Rally“ statt.